# Phryxe patruelis
Phryxe patruelis là một loài ruồi trong họ Tachinidae.